# Заусалін Максим Анатолійович
Максим Анатолійович Заусалін (рос. Максим Анатольевич Заусалин;нар. 16 серпня 1978, Новомосковськ, Тульська область, Російська РФСР) — російський актор театру і кіно.

## Життєпис
Народився 16 серпня 1978 року в місті Новомосковську Тульської області.
У вересні 1995 року вступив до Орловського державного інституту мистецтв і культури, майстерня А. Поляка і А. Михайлова. Закінчив навчання в червні 2000 року. Працював у Орловському театрі «Вільний простір» (1997-2000).
Після закінчення навчання переїхав до Москви, був актором театру «Вернадського, 13» (2000-2001), театральної компанії Ірини Апексімової (2004-2005), Московського театру юного глядача (2005). 
У квітні 2005 року вступив до трупи театру «Біля Нікітських воріт» під керівництвом Марка Розовського.

## Театральні роботи
Театр мюзиклу
- 2012 — «Розтратники» В. Катаєва; режисер: М.Швидка — Філіп Степанович
- 2014 — «Все про Попелюшку» С. Плотового; режисер: О.Глушков — Король
- 2016 — «Злочин і кара» Ф. Достоєвського; режисер: А.Кончаловський — Порфирій Петрович

Театр Біля Нікітських воріт
- 2014 — «Анна Кареніна» Л.Толстого — Вронський

Театр «Вільний простір»
- 2000 — «Вільна пара», Даріо Фо — Інженер Мамбретті
- 2000 — «Вестсайдська історія», А.Лорентс, Л.Бернстайн — Тоні
- 2000 — «Два клена», Є. Шварца — Федір

## Фільмографія
- 2001 «Леді Бос» — Петров, лейтенант
- 2003 «Ключ від спальні» — перехожий
- 2003 «Каменська 3» — хлопець з гітарою
- 2003 «Повернення Мухтара» — лейтенант міліції
- 2004 «Сліпий» — старший лейтенант міліції
- 2004 «Конвалія срібляста-2» — Коля, чоловік Ніни
- 2005 «Приватний детектив» — Гена
- 2005 «Хіромант» — охоронець
- 2005-2009 «Кулагін і партнери» — Гоша Долін
- 2006 «Викрадення» — Карасик
- 2007 «Сапери» — Олексій Синіцин
- 2007 «Сильніше за вогонь» — Тьома Шальних
- 2007 «Гілка бузку» — 3-й журналіст
- 2008 «Сезон відкриттів» — Стас
- 2008 «Розвідники. Війна після війни» — Олексій Максимов, капітан
- 2008 «Розвідники. Останній бій» — Олексій Максимов, старший лейтенант
- 2008 «Ні кроку назад» — Тьома Шальних
- 2009 «Веселуни» — Коля
- 2010 «У лісах і на горах» — Маковкін, слідчий
- 2011 «Господиня тайги 2» — Олексій Кибардин
- 2011 «Справа гастроному № 1» — Олексій, водій Беркутова
- 2013 «Метелики» — Кузичьов
- 2014 «Карпов. Сезон третій» — Рябушкін
- 2014 «Панове-товариші» — Аркадій Дудніцкій
- 2015 «Модель щасливого життя» — Платон Усачов
- 2016 «Кухня 6» — поліцейський
- 2016 «СуперБоброви» — інкасатор

## Нагороди та номінації
Переможець Степ-фестивалю «Золота набійка-2004» у номінації «Дует / Дорослі» (в парі з Оленою Буровою).
У 2006 році номінований на премію «Московські дебюти» за найкращу чоловічу роль у драматичному театрі («Носороги») і найкращу роль в музичному театрі («Viva, Парфуми!»).